# Szachtar Donieck
Futbolnyj kłub „Szachtar” Donieck (ukr. Футбольний клуб «Шахтар» Донецьк) – ukraiński klub piłkarski. Pierwotnie z siedzibą w Doniecku w regionie Donbasu, po zajęciu terytorium przez prorosyjskich separatystów w 2014 r. najpierw przeniesiony do Lwowa (Arena Lwów), a potem (od początku 2017) do Charkowa (obiekt Metalista Charków). 
W wyniku inwazji Rosji na Ukrainę zespół tymczasowo rozgrywał swoje mecze na Stadionie Wojska Polskiego, który został mu udostępniony przez Legię Warszawa. Od sezonu 2024/25 domowe spotkania w Lidze Mistrzów rozgrywa na stadionie Veltins-Arena.
Założony w roku 1936 jako Stachanowiec Stalino. Występuje w rozgrywkach ukraińskiej Premier-lihi. Obok Dynama Kijów jeden z najlepszych i najbogatszych zespołów ligi.
20 maja 2009 po zwycięstwie w dogrywce 2:1 z Werderem Brema jako ostatnia drużyna w historii zdobyła Puchar UEFA.

## Historia
Chronologia nazw:
- maj 1936: Wuhilnyky Stalino (ukr. «Вугільники» Сталіно)
- lipiec 1936: Stachanoweć Stalino (ukr. «Стахановець» Сталіно)
- 1946: Szachtior Stalino (ros. «Шахтёр» Сталино)
- 1962: Szachtior Donieck (ros. «Шахтёр» Донецк)
- 1992: Szachtar Donieck (ukr. «Шахтар» Донецьк)

Nazwa Szachtar pochodzi od ukraińskiego słowa „górnik”, gdyż Donbas to region m.in. górnictwa węgla kamiennego (obowiązująca do upadku ZSRR nazwa Szachtior znaczy to samo w języku rosyjskim). Klub został założony jako amatorska drużyna pracowników kopalni w maju 1936 roku jako Stachanowiec – od nazwiska znanego lidera ruchu górniczego Aleksieja Stachanowa. Jednak później, zgodnie z radziecką tradycją, został de facto profesjonalnym klubem, sponsorowanym przez związki zawodowe i przemysł wydobywczy węgla kamiennego. Jednakże tysiące zwykłych mieszkańców ZSRR płaciło symboliczne składki na „społeczność sportową”, w tym także na zespół piłkarski. Dopiero w 1946 roku klub otrzymał nazwę Szachtior. Do 1962 roku miasto Donieck nazywało się Stalino. Po rozpadzie ZSRR jedynym językiem urzędowym na Ukrainie stał się ukraiński, w związku z tym rosyjskie słowo Szachtior zamieniono jego ukraińskim zamiennikiem Szachtar.

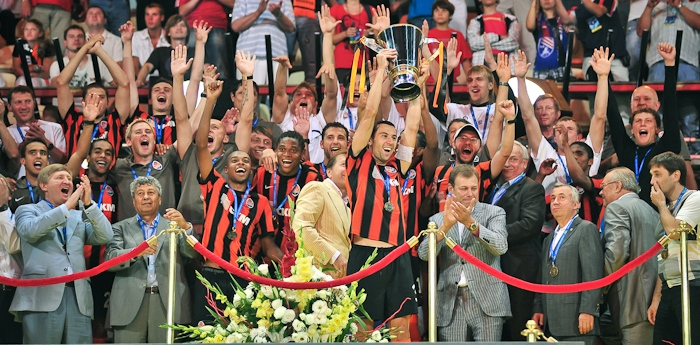
Piłkarze Szachtara w 2010 roku.

Obecnie właścicielem klubu jest Rinat Achmetow, najbogatszy ukraiński potentat finansowy, lider tak zwanego „Klanu Donieckiego” – potężnej regionalnej organizacji biznesowo-politycznej, powiązanej rzekomo również z przestępczością zorganizowaną. Strategia Achmetowa opiera się na zatrudnianiu zachodnich trenerów i zagranicznych piłkarzy. Prezes jest również znany z dobrych stosunków z fanami klubu z Doniecka, organizując im m.in. darmowy transport na mecze wyjazdowe.
Szachtar w 2002 przerwał hegemonię Dynama Kijów i potem wielokrotnie zdobył mistrzostwo Ukrainy (ponad 10 razy) oraz kwalifikował się do fazy grupowej Ligi Mistrzów. 20 maja 2009 roku Szachtar zdobył Puchar UEFA po pokonaniu po dogrywce Werder Brema 2:1.

## Barwy klubowe, logo, hymn, strój
| Pomarańczowy | Czarny |

Klub ma barwy pomarańczowo-czarne (od 1961). Zawodnicy domowe spotkania zazwyczaj grają w pasiastych pionowo pomarańczowo-czarnych koszulkach, czarnych spodenkach oraz pomarańczowych getrach.

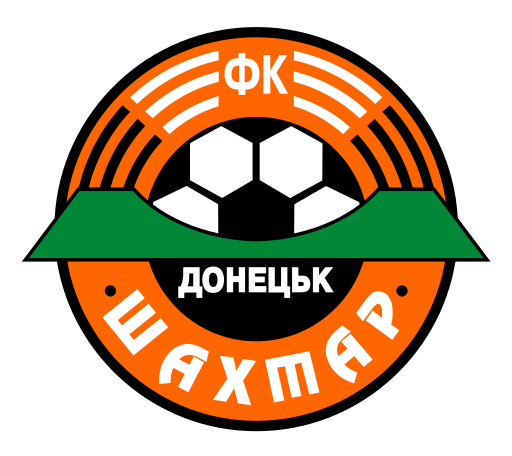
Logotyp klubu używany w latach 1997–2007.

Pierwszym logotypem klubu był niebieski sześciokąt z czerwoną obwódką, w środku którego literę „C” (od pierwszej litery ówczesnej nazwy klubu Stachanoweć – w j.ukr. «Стахановець») przecinał młot pneumatyczny. Logo zostało zatwierdzone w maju 1936 roku. W 1946 roku, kiedy klub został przemianowany na Szachtior, logotyp został zmieniony na czarno-białą okrągłą tarczę, z dodatkiem nazwy klubu w języku rosyjskim Szachtior (ros. ДСТ «Шахтер») oraz wizerunku kupy węgla i kilofu. W połowie lat sześćdziesiątych XX wieku pojawiło się nowe godło z dwoma skrzyżowanymi młotami pośrodku i owalnym napisem Szachtior (u góry) i Donieck (na dole) wokół tarczy. W ciągu tych lat emblemat pojawił się też na koszulce i jest na nim odtąd, z wyjątkiem kilku sezonów na początku lat 90. W 1989 roku w związku z reorganizacją klubu i utworzeniem klubu profesjonalnego artysta Wiktor Sawiłow zaproponował szkic nowego godła. Po raz pierwszy na godle pojawiła się piłka nożna i element boiska do piłki nożnej. W 1997 emblemat klubu uzyskał bardziej nowoczesny wygląd: okrągła podstawa została pomalowana w tradycyjnym dla górników kolorze pomarańczowym, piłka została zauważalnie powiększona i zmieniona na klasyczną białą z czarnymi plamami, gwiazdy na krawędziach tarczy zastąpiono kropkami, pasy wokół liter FK stały się grubszymi i podzielone na dwa segmenty – dolne czarne i górne białe; zmieniono czcionkę literową. Logo zostało zaprojektowane w trzech językach: ukraińskim, rosyjskim i angielskim. 
5 grudnia 2007 roku klub zaprezentował nowe logo zaprojektowane przez włoskie przedstawicielstwo Interbrand. Po raz pierwszy od ponad 30 lat nazwa zespołu została napisana po ukraińsku Szachtar (ukr. «Шахтар»). Tarcza okrągła została przekształcona w owalną z ostrymi kątami u góry i na dole. Pod napisem Szachtar na czarnym tle umieszczono rok założenia klubu 1936 oraz skrzyżowane młoty. U górnej części godła widnieje stylizowany wizerunek litery "Sz" (ukr. Ш) w formie trzech płomieni koloru pomarańczowego i jednego płomienia z góry koloru czarnego.
Hymnem klubu jest "Bądź chwalonym, rodzimy Szachtior!" (ros. Славься, родной «Шахтер»!).
Maskotką klubu jest kret o imieniu Wuhłyk (ukr. Вуглик) lub Ugolok (ros. Уголёк).

## Sukcesy

### Trofea międzynarodowe
| \| \| Zdobyte trofea w rozgrywkach międzynarodowych (stan na: 31-05-2019) \| |                                                                     |      |                  |
| Rozgrywki                                                                    | Osiągnięcie                                                         | Razy | Sezon(y)         |
| · Liga Mistrzów · (Puchar Europy)                                            | zdobywca                                                            | 0    |                  |
| · Liga Mistrzów · (Puchar Europy)                                            | finalista                                                           | 0    |                  |
| · Liga Mistrzów · (Puchar Europy)                                            | 1/4 finału                                                          | 1    | 2010/11          |
| · Liga Europy · (Puchar UEFA)                                                | zdobywca                                                            | 1    | 2008/09          |
| · Liga Europy · (Puchar UEFA)                                                | finalista                                                           | 0    |                  |
| · Liga Europy · (Puchar UEFA)                                                | półfinał                                                            | 2    | 2015/16, 2019/20 |
| · Puchar Zdobywców                                                           | zdobywca                                                            | 0    |                  |
| · Puchar Zdobywców                                                           | finalista                                                           | 0    |                  |
| · Puchar Zdobywców                                                           | 1/4 finału                                                          | 1    | 1983/84          |
| FIFA                                                                         | Zdobyte trofea w rozgrywkach międzynarodowych (stan na: 31-05-2019) |      |                  |

### Trofea krajowe
Ukraina
| \| \| Zdobyte trofea w rozgrywkach Ukrainy (stan na: 16-05-2025) \| |                                                            |             | |
| Rozgrywki                                                           | Osiągnięcie                                                | Razy        | Sezon(y) |
| · Mistrzostwo                                                       | I miejsce                                                  | 15          | 2001/02, 2004/05, 2005/06, 2007/08, 2009/10, 2010/11, 2011/12, 2012/13, 2013/14, 2016/17, 2017/18, 2018/19, 2019/20, 2022/23, 2023/24 |
| · Mistrzostwo                                                       | II miejsce                                                 | 13          | 1993/94, 1996/97, 1997/98, 1998/99, 1999/00, 2000/01, 2002/03, 2003/04, 2006/07, 2008/09, 2014/15, 2015/16, 2020/21                   |
| · Mistrzostwo                                                       | III miejsce                                                | 1           | 2024/25 |
| Puchar                                                              | zdobywca                                                   | 15 (rekord) | 1994/95, 1996/97, 2000/01, 2001/02, 2003/04, 2007/08, 2010/11, 2011/12, 2012/13, 2015/16, 2016/17, 2017/18, 2018/19, 2023/24, 2024/25 |
| Puchar                                                              | finalista                                                  | 6           | 2002/03, 2004/05, 2006/07, 2008/09, 2013/14, 2014/15                                                                                  |
| · Superpuchar                                                       | zdobywca                                                   | 9 (rekord)  | 2005, 2008, 2010, 2012, 2013, 2014, 2015, 2017, 2021                                                                                  |
| · Superpuchar                                                       | finalista                                                  | 8           | 2004, 2006, 2007, 2011, 2016, 2018, 2019, 2020                                                                                        |
| Ukraina                                                             | Zdobyte trofea w rozgrywkach Ukrainy (stan na: 16-05-2025) |             | |

ZSRR
| \| \| Zdobyte trofea w rozgrywkach Związku Radzieckiego (stan na: 31-12-1991) \| |                                                                         |      |                                            |
| Rozgrywki                                                                        | Osiągnięcie                                                             | Razy | Sezon(y)                                   |
| Mistrzostwo                                                                      | I miejsce                                                               | 0    |                                            |
| Mistrzostwo                                                                      | II miejsce                                                              | 2    | 1975, 1979                                 |
| Mistrzostwo                                                                      | III miejsce                                                             | 2    | 1951, 1978                                 |
| Puchar                                                                           | zdobywca                                                                | 4    | 1961, 1962, 1980, 1983                     |
| Puchar                                                                           | finalista                                                               | 4    | 1963, 1978, 1985, 1986                     |
| · Superpuchar                                                                    | zdobywca                                                                | 1    | 1984                                       |
| · Superpuchar                                                                    | finalista                                                               | 2    | 1981, 1986                                 |
| II liga                                                                          | I miejsce                                                               | 1    | 1954 (finał)                               |
| II liga                                                                          | II miejsce                                                              | 2    | 1947 (zona USRR), 1972                     |
| II liga                                                                          | III miejsce                                                             | 2    | 1948 (podgruppa A zony USRR), 1953 (finał) |
|                                                                                  | Zdobyte trofea w rozgrywkach Związku Radzieckiego (stan na: 31-12-1991) |      |                                            |

- Gruppa W (D3):
  - 3.miejsce (1x): 1937

### Inne trofea
- Puchar Pierwogo Kanału w piłce nożnej:
  - zdobywca (1x): 2006
- La Manga Cup:
  - zdobywca (1x): 2007
- Maspalomas Cup:
  - zdobywca (2x): 2007, 2009
- Uhrencup:
  - zdobywca (1x): 2009
- Copa del Sol:
  - zdobywca (2x): 2010, 2013
- Salzburger Land Cup:
  - zdobywca (1x): 2011
- Match World Cup:
  - zdobywca (1x): 2013

## Poszczególne sezony

### Rozgrywki krajowe
ZSRR
| \| \| Bilans występów klubu w rozgrywkach piłkarskich Związku Radzieckiego (Stan na 31 grudnia 1991 r.) \| |                                                                                                   |        |       |     |     |     |      |      |      |                                            |        |        |       |
| Poziom | Rozgrywki                                                                                         | Sezony | Mecze | Z   | R   | P   | B+   | B–   | Pkt  | Lata                                       | Awanse | Spadki | Naj.  |
| I | Gruppa A/Pierwaja Gruppa/Klass A/Wysszaja gruppa A/Wysszaja Liga                                  | 49     | 1321  | 442 | 381 | 488 | 1548 | 1667 | 1241 | 1938–1941, 1949–1952, 1955–1971, 1973–1991 | 0      | 3      | 2     |
| II | Wtoraja gruppa/Klass B/Pierwaja liga                                                              | 9      | 163   | 94  | 41  | 28  | 324  | 134  | 229  | 1945–1948, 1953–1954, 1972                 | 3      | 0      | 1     |
| III | Gruppa W                                                                                          | 3      | 23    | 9   | 5   | 9   | 45   | 51   | 46   | 1936–1937                                  | 1      | 0      | 3     |
| IV | Gruppa G/Wtoraja nizszaja liga                                                                    | 0      | 0     | 0   | 0   | 0   | 0    | 0    | 0    |                                            | 0      | 0      |       |
| | Puchar ZSRR                                                                                       | 23     |       |     |     |     |      |      |      | 1936–1991                                  | 0      | 0      | 1     |
| | Puchar Federacji ZSRR                                                                             | 5      |       |     |     |     |      |      |      | 1986–1990                                  | 0      | 0      | 1/2 f |
| | Puchar sezonu ZSRR                                                                                | 3      |       |     |     |     |      |      |      | 1981–1986                                  | 0      | 0      | 1     |
| | Bilans występów klubu w rozgrywkach piłkarskich Związku Radzieckiego (Stan na 31 grudnia 1991 r.) |        |       |     |     |     |      |      |      |                                            |        |        |       |

Ukraina
| \| Ukraina \| Bilans występów klubu w rozgrywkach piłkarskich Ukrainy (Stan na 31 maja 2019 r.) \| \| |                                                                                   |        |       |     |     |     |      |     |      |         |        |        |      |
| Poziom                                                                                                | Rozgrywki                                                                         | Sezony | Mecze | Z   | R   | P   | B+   | B–  | Pkt  | Lata    | Awanse | Spadki | Naj. |
| I | Wyszcza Liha/Premier-liha                                                         | 28     | 828   | 576 | 143 | 109 | 1743 | 605 | 1830 | od 1992 | 0      | 0      | 1    |
| II | Persza liha                                                                       | 0      |       |     |     |     |      |     |      |         | 0      | 0      |      |
| III                                                                                                   | Druha liha                                                                        | 0      |       |     |     |     |      |     |      |         | 0      | 0      |      |
| | Puchar Ukrainy                                                                    | 28     |       |     |     |     |      |     |      | od 1992 | 0      | 0      | 1    |
| | Superpuchar Ukrainy                                                               | 14     | 14    | 8   | 0   | 6   |      |     |      | od 2004 | 0      | 0      | 1    |
| Ukraina                                                                                               | Bilans występów klubu w rozgrywkach piłkarskich Ukrainy (Stan na 31 maja 2019 r.) |        |       |     |     |     |      |     |      |         |        |        |      |

## Statystyki

### Rekordy klubowe
- 2010: według IFFHS, Szachtar - najlepszy klub piłkarski dekady w przestrzeni postsowieckiej.
- Listopad 2010: według IFFHS, Szachtar - najlepszy klub na świecie miesiąca.

### Rekordy indywidualne

#### Najlepsi strzelcy klubu
Stan na 21 maja 2016.
| #  | Piłkarz             | Lata występów                 | Liga | Puchar | Europa | Inne | Razem |
| -- | ------------------- | ----------------------------- | ---- | ------ | ------ | ---- | ----- |
| 1  | Luiz Adriano        | 2007–2015                     | 77   | 16     | 32     | 3    | 128   |
| 2  | Andrij Worobiej     | 1998–2007                     | 80   | 22     | 12     | 0    | 114   |
| 3  | Witalij Staruchin   | 1973–1981                     | 84   | 23     | 3      | 0    | 110   |
| 4  | Mychajło Sokołowski | 1974–1987                     | 87   | 11     | 5      | 2    | 105   |
| 5  | Evaeverson Brandão  | 2002–2008                     | 65   | 11     | 15     | 0    | 91    |
| 6  | Alex Teixeira       | 2010–2016                     | 67   | 10     | 12     | 0    | 89    |
| 7  | Ihor Petrow         | 1982–1991 1994–1996 1998      | 70   | 12     | 2      | 0    | 84    |
| 8  | / Serhij Atelkin    | 1990–1995 1996–1997 2000–2002 | 61   | 9      | 12     | 0    | 82    |
| 9  | / Wiktor Hraczow    | 1980–1981 1982–1990 1994      | 65   | 10     | 5      | 0    | 80    |
| 10 | Ołeh Matwiejew      | 1992–1995 1996–2000           | 61   | 16     | 1      | 0    | 78    |

#### Najwięcej występów
Stan na 30 maja 2019.
| #  | Piłkarz             | Lata występów            | Liga | Puchar | Europa | Inne | Razem |
| -- | ------------------- | ------------------------ | ---- | ------ | ------ | ---- | ----- |
| 1  | Darijo Srna         | 2003–2018                | 339  | 48     | 137    | 12   | 536   |
| 2  | Mychajło Sokołowski | 1974–1987                | 400  | 63     | 18     | 4    | 485   |
| 3  | Andrij Piatow       | 2007–                    | 299  | 41     | 133    | 7    | 480   |
| 4  | Serhij Jaszczenko   | 1982–1995                | 384  | 51     | 8      | 1    | 444   |
| 5  | Jurij Dehteriow     | 1967–1983                | 321  | 47     | 10     | 0    | 378   |
| 6  | Dmytro Szutkow      | 1991–2008                | 267  | 56     | 24     | 0    | 347   |
| 7  | Wałerij Rudakow     | 1974–1986                | 277  | 44     | 16     | 3    | 340   |
| 8  | Wałerij Jaremczenko | 1966–1978                | 297  | 32     | 8      | 0    | 337   |
| 9  | Wiktor Hraczow      | 1980–1981 1982–1990 1994 | 282  | 40     | 6      | 3    | 331   |
| 10 | Ihor Petrow         | 1982–1991 1994–1996 1998 | 281  | 39     | 10     | 1    | 331   |

#### Jubileuszowe bramki w Mistrzostwach Ukrainy
- 1-a – 7 marca 1992. Serhij Rebrow, Metałurh Zaporoże – Szachtar Donieck 1:1 (78.min)
- 100-a – 7 listopada 1993. Wałerij Krywencow, Szachtar Donieck – Karpaty Lwów 3:0 (58.min)
- 200-a – 28 sierpnia 1995. Hennadij Orbu, Szachtar Donieck – Kremiń Krzemieńczuk 4:1 (89.min)
- 300-a – 11 czerwca 1997. Ołeksandr Babij, Szachtar Donieck – Worskła Połtawa 4:0 (26.min)
- 400-a – 20 września 1998. Ołeh Matwiejew, Szachtar Donieck – Worskła Połtawa 7:3 (85.min)
- 500-a – 20 czerwca 2000. Hennadij Zubow, Zirka Kirowohrad – Szachtar Donieck 2:6 (90.min)
- 600-a – 31 października 2001. Serhij Popow, Metałurh Zaporoże – Szachtar Donieck 0:3 (60.min)
- 700-a – 14 września 2003. Anatolij Tymoszczuk, Szachtar Donieck – Czornomoreć Odessa 4:1 (60.min)
- 800-a – 25 maja 2005. Brandão, Szachtar Donieck – FK Dnipro 2:0 (71.min)
- 900-a – 27 października 2006. Mariusz Lewandowski, Szachtar Donieck – Karpaty Lwów 4:1 (63.min)
- 1000-a – 11 maja 2008. Fernandinho, FK Charków – Szachtar Donieck 0:3 (64.min)
- 1100-a – 28 marca 2010. Douglas Costa, Szachtar Donieck – Arsenał Kijów 3:1 (90+1.min)
- 1200-a – 29 października 2011. Dentinho, Worskła Połtawa – Szachtar Donieck 2:3 (5.min)[6]
- 1300-a – 1 marca 2013. Ołeksandr Kuczer, Szachtar Donieck – Wołyń Łuck 4:1
- 1400-a – 15 sierpnia 2014. Taras Stepanenko, Olimpik Donieck – Szachtar Donieck 0:5

## Piłkarze, trenerzy, prezydenci i właściciele klubu

### Piłkarze
- Lista kapitanów Szachtara Donieck

#### Aktualny skład
Stan na 6.10.2023
| Nr | Poz. | Piłkarz                    |
| -- | ---- | -------------------------- |
| 1  | BR   | Artur Rud´ko               |
| 2  | NA   | Lassina Traoré             |
| 3  | OB   | Stav Lemkin                |
| 4  | OB   | Denil Castillo             |
| 5  | OB   | Wałerij Bondar             |
| 6  | PO   | Taras Stepanenko (kapitan) |
| 7  | NA   | Eguinaldo                  |
| 8  | PO   | Dmytro Kryśkiw             |
| 9  | PO   | Marjan Szwed               |
| 10 | PO   | Heorhij Sudakow            |
| 11 | PO   | Ołeksandr Zubkow           |
| 12 | BR   | Tymur Puzankow             |
| 13 | OB   | Giorgi Goczolejszwili      |
| 14 | NA   | Danyło Sikan               |
| 15 | PO   | Anton Hłuszczenko          |
| 16 | PO   | Irakli Azarowi             |
| 17 | NA   | Bohdan Wiunnyk             |
| 18 | NA   | Kevin Kelsy                |
| 19 | OB   | Dmytro Czyhrynski          |

| Nr | Poz. | Piłkarz                                |
| -- | ---- | -------------------------------------- |
| 20 | PO   | Dmytro Topałow                         |
| 21 | PO   | Artem Bondarenko                       |
| 22 | OB   | Mykoła Matwijenko                      |
| 23 | OB   | Pedrinho (wyp. z PAOK Saloniki)        |
| 25 | OB   | Novatus Miroshi (wyp. z Zulte Waregem) |
| 26 | OB   | Juchym Konopla                         |
| 27 | PO   | Ołeh Oczeretko                         |
| 29 | PO   | Jehor Nazaryna                         |
| 31 | BR   | Dmytro Riznyk                          |
| 32 | OB   | Eduard Kozik                           |
| 34 | PO   | Iwan Petriak                           |
| 39 | NA   | Newerton                               |
| 44 | OB   | Jarosław Rakicki                       |
| 46 | OB   | Danyło Udod                            |
| 48 | BR   | Denys Twardowski                       |
| 77 | NA   | Khusrav Toirov                         |
| 90 | PO   | Ołeksij Kaszczuk                       |

#### Piłkarze na wypożyczeniu
| Nr | Poz. | Piłkarz                                                |
| -- | ---- | ------------------------------------------------------ |
|    | OB   | Andrij Bułeza (w FK Mynaj do 30.06.2024)               |
|    | OB   | Ołeksandr Drambajew (w Osijek do 30.06.2024)           |
|    | OB   | Marian Faryna (w Metalist 1925 Charków do 30.06.2024)  |
|    | OB   | Dmytro Kapinus (w Metalist 1925 Charków do 30.06.2024) |
|    | OB   | Wiktor Kornijenko (w Worskła Połtawa do 30.06.2024)    |
|    | OB   | Marlon (w Fluminense FC do 30.06.2024)                 |
|    | OB   | Roman Sawczenko (w FK Ołeksandrija do 30.06.2024)      |

| Nr | Poz. | Piłkarz                                                |
| -- | ---- | ------------------------------------------------------ |
|    | OB   | Vinicius Tobias (w Real Madrid Castilla do 30.06.2024) |
|    | OB   | Vitão (w SC Internacional do 30.06.2024)               |
|    | PO   | Maycon (w SC Corinthians Paulista do 31.12.2023)       |
|    | PO   | Pedrinho (at Atlético Mineiro do 31.12.2023)           |
|    | PO   | Kyryło Sihejew (w FK Ołeksandrija do 30.06.2024)       |
|    | PO   | Andrij Totowycki (w Kołos Kowaliwka do 30.06.2024)     |
|    | NA   | Danyło Honczaruk (w Krywbas Krzywy Róg do 30.06.2024)  |

### Trenerzy
- 1936–1937:  Mykoła Naumow
- 1938–08.1938:  Wasyl Borysenko
- 09.1938–07.1939:  Grigorij Archangielski
- 07.1939–1941:  Abram Dangułow
- 1942–1943: klub nie istniał
- 1944–1945:  Mykoła Kuzniecow
- 1946:  Mykoła Naumow, Adam Bem, Aleksiej Kostylew
- 1947–1948:  Aleksiej Kostylew
- 1949:  Gieorgij Mazanow
- 1950–1951:  Wiktor Nowikow
- 1952:  Konstantin Kwasznin
- 1953–0?.1956:  Ołeksandr Ponomariow
- 0?.1956–1957:  Wasyl Jermyłow
- 1958:  Abram Dangułow
- 1959:  Wiktor Nowikow
- 1959–27.05.1960:  Kostiantyn Szczehocki
- 27.05.1960–26.06.1960  Wasilij Sokołow
- 26.06.1960–09.1969:  Oleg Oszenkow
- 10.1969–06.1970:  Jurij Wojnow
- 07.1970–06.1971:  Artiom Faljan
- 07.1971–12.1971:  Nikołaj Morozow
- 1972–11.1973:  Ołeh Bazyłewycz
- 12.1973–08.1974:  Jurij Zacharow
- 08.1974–1978:  Władimir Salkow
- 1979–1985:  Wiktor Nosow
- 1986:  Ołeh Bazyłewycz
- 1987–06.1989:  Anatolij Końkow
- 06.1989–12.1994: / Wałerij Jaremczenko
- 01.1995–08.1995:  Władimir Salkow
- 09.1995–06.1996:  Wałerij Rudakow
- 07.1996–03.1999:  Wałerij Jaremczenko
- 04.1999–09.1999:  Anatolij Byszowiec
- 10.1999–11.1999:  Ołeksij Drozdenko (p.o.)
- 11.1999–10.2001:  Wiktor Prokopenko
- 10.2001–12.2001:  Wałerij Jaremczenko (p.o.)
- 01.2002–09.2002:  Nevio Scala
- 09.2002–06.2003:  Wałerij Jaremczenko
- 07.2003–05.2004:  Bernd Schuster
- 05.2004:  Wiktor Prokopenko (p.o.)
- 05.2004–05.2016:  Mircea Lucescu
- 31.05.2016–11.06.2019:  Paulo Fonseca
- Od 12.06.2019:  Luís Castro

### Prezydenci
...
- 1989–15.10.1995: Achat Bragin
- 16.10.1995–...: Rinat Achmetow

## Struktura klubu

### Stadion
Od 2009 roku klub rozgrywa swoje mecze domowe na nowym stadionie Donbas Arena, który może pomieścić 52 518 widzów i ma wymiary 105 x 68 metrów. Oprócz tego, klub posiada drugi stadion Szachtar wybudowany w 1936 roku, który po ostatniej rekonstrukcji 2000 może pomieścić 31 718 widzów i ma wymiary 105 x 68 metrów.
W 2014 roku po wybuchu wojny w Donbasie, Szachtar zaczął rozgrywać swoje mecze na Arenie Lwów. Od stycznia 2017 klub gra na Stadionie Metalist w Charkowie. Na czas stanu wojennego w Charkowie klub grał w Kijowie.

### Inne sekcje
W klubie istnieje juniorska oraz młodzieżowa druga i trzecia drużyna. Szachtar-2 Donieck z wprowadzeniem młodzieżowych mistrzostw Ukrainy przekształcona w drużynę rezerwową. Szachtar-3 Donieck występował w Drugiej Lidze. Od 2012 Szachtar Donieck U-19 występuje w juniorskich mistrzostwach Ukrainy.
Również w innych dziedzinach sportu funkcjonują lub funkcjonowały kluby koszykówki BK Szachtar Donieck, siatkówki WK Szachtar Donieck, piłki ręcznej Szachtar-Academija Donieck i futsalu MFK Szachtar Donieck.

### Sponsorzy
Sponsorem technicznym jest amerykańska firma Nike. Sponsorem głównym jest holding SKM, właścicielem którego jest Prezes klubu Rinat Achmetow. Jest najbogatszym klubem na Ukrainie.
| Lata      | Sponsor techniczny | Sponsor główny |
| --------- | ------------------ | -------------- |
| 1979–1983 | Erima              | brak           |
| 1990      | Adidas             | Intercomputer. |
| 1991–1992 | Erima              | brak           |
| 1992–1995 | Adidas             | brak           |
| 1995–1996 | Puma               | brak           |
| 1996–1998 | Adidas             | brak           |
| 1998–2005 | Adidas             | DCC            |
| 2005–2006 | Adidas             | life:)         |
| 2006–2007 | Adidas             | SKM            |
| 2008–2019 | Nike               | SKM            |
| 2019–2021 | Nike               | Parimatch      |
| 2021-     | Puma               | Parimatch      |

## Kibice i rywalizacja z innymi klubami

### Kibice
Według administracji klubu liczba fanów Szachtara wynosi ponad 3 miliony ludzi. Większość z nich mieszka w obwodach donieckim i ługańskim. Gry domowe Szachtara przyciągają fanów z całego Donbasu. W prawie wszystkich miastach obwodu oraz innych miastach klub ma fankluby. Najbardziej znana grupa kibiców o nazwie Za Boys Ultra. Istnieją też inne organizowane grupy "Siewier-8", "Kartel","The Club" i "Hughes Band".

### Rywalizacja
Największym rywalem klubu jest Dynamo Kijów. Pierwsze zamieszki związane z kibicami Szachtara miały miejsce 20 września 1959 roku w meczu z CSKA Moskwa, kiedy kilkudziesięciu kibiców Szachtara wbiegło na boisko, w wyniku czego mecz był zatrzymany. Aktywny rozwój ruchu fanów w Doniecku rozpoczął się na początku lat osiemdziesiątych. Na początku XXI wieku na ukraińskie stadiony przyszedł styl angielski - chuligaństwo. W 2003 roku podczas finału Pucharu Ukrainy doszło do zaciętej walki między kibicami Dynama i Szachtarem. Innym rywalem miejscowym był Metałurh Donieck, który zbankrutował w lipcu 2015, a obecnie jest Olimpik Donieck. W czasy ZSRR klub rywalizował ze Spartakiem Moskwa oraz Dinamem Tbilisi. Słynne również derby Donbasu z Zorią Ługańsk. Ciekawa jest rywalizacja pomiędzy górnikami a marynarzami, czyli z Czornomorcem Odessa. 
Obecnie fani Szachtara utrzymują dobre relacje z fanami Worskły Połtawa i Czornomorca Odessa, neutralni do Karpat Lwów i Wołyni Łuck oraz wrogo traktują fanów Dynama Kijów, Arsenału Kijów, Obołoni Kijów, Zorią Ługańsk, FK Dnipro, SK Dnipro-1, FK Mariupol, Krywbasu Krzywy Róg, Metałurha Zaporoże, Metałurha Donieck i Metalista Charków.

### Derby
Najbardziej zagorzały mecz z udziałem klubu to Ukraińskie derby przeciwko Dynama Kijów, zawsze trzymane w bardzo napiętej atmosferze. Główną rywalizacją w mieście jest Donieckie derby najpierw z Metałurhiem Donieck, a potem z Olimpikiem. Również dużym zainteresowaniem cieszy się Derby Donbasu z Zorią Ługańsk.
Oto derby:
- Dynamo Kijów - Ukraińskie derby
- Metałurh Donieck - Donieckie derby
- Olimpik Donieck - Donieckie derby
- Zoria Ługańsk - Derby Donbasu